# Delta Heavy
Delta Heavy (estilizado como DELTΔ HEΔVY) es un dúo musical británico de drum and bass y dubstep formado por Ben Hall y Simon James en 2009, el dúo conseguiría popularidad con el sencillo "Get By" en 2012, sencillo que clasificaría en el UK Indie Chart.

## Carrera musical

### 2010 – 2014
El dúo firmaría un contrato con Viper Recordings en 2009. Ese mismo año crearían las canciones "Galaxy" y "Abort".
En 2010, el dúo pasaría a estar bajo dominio de RAM Records en 2010. El dúo entraría en el UK Dance Chart en el puesto 37.

### 2014 – Presente
En noviembre de 2014, el dúo lanzaría su primer sencillo del álbum "Reborn", el álbum conseguiría popularidad debido al video musical de la canción "Ghost" en el aparecería como protagonista a Clippy, un ayudante de programas Microsoft Office. El tercer sencillo del álbum "Punish My Love", lanzado el 4 de diciembre de 2015, tendría como vocalista al cantante británico, Tanika.
El 22 de enero de 2016, el dúo lanzaría la canción "City of Dreams" como un agradecimiento a las personas que pre-ordenaron el álbum "Paradise Lost" en iTunes; álbum que habría sido anunciado anteriormente y que sería lanzado el 28 de marzo de 2016.
En marzo de 2019, Delta Heavy, lanzaría el álbum "Only in Dreams", álbum que tenía colaboraciones con artistas como Zeds Dead, Modestep, Muzzy y Kuuro.

## Discografía

### Álbumes de estudio
| Título                                                                       | Detalles de álbum                                                                             | Posición | Posición | Posición          |
| Título                                                                       | Detalles de álbum                                                                             | UK       | UK Dance | UK Indie Breakers |
| ---------------------------------------------------------------------------- | --------------------------------------------------------------------------------------------- | -------- | -------- | ----------------- |
| Paradise Lost                                                                | - Lanzamiento: 18 de marzo de 2016 - Discográfica: RAM Records - Formato: Digital, CD, Vinilo | —        | 15       | 13                |
| Only in Dreams                                                               | - Lanzamiento: 22 de marzo de 2019 - Discográfica: RAM Records - Formato: Digital             | —        | 20       | —                 |
| "—" denota elementos que no fueron lanzados en ese territorio o no clasificó |                                                                                               |          |          |                   |

### EP
| Año  | EP                     | Discográfica |
| ---- | ---------------------- | ------------ |
| 2012 | Down the Rabbit Hole   | RAM Records  |
| 2014 | Apollo[cita requerida] | RAM Records  |

### Sencillos
| Año                                                                            | Sencillo                                                                       | Posición                                                                       | Posición                                                                       | Posición                                                                       | Posición                                                                       | Álbum                                     |
| Año                                                                            | Sencillo                                                                       | UK Dance                                                                       | UK Indie                                                                       | UK Indie Breakers                                                              | NZ Hot                                                                         | Álbum                                     |
| ------------------------------------------------------------------------------ | ------------------------------------------------------------------------------ | ------------------------------------------------------------------------------ | ------------------------------------------------------------------------------ | ------------------------------------------------------------------------------ | ------------------------------------------------------------------------------ | ----------------------------------------- |
| 2010                                                                           | "Space Time" / "Take the Stairs"                                               | —                                                                              | —                                                                              | —                                                                              | —                                                                              | —                                         |
| 2011                                                                           | "Overkill" / "Hold Me"                                                         | —                                                                              | —                                                                              | —                                                                              | —                                                                              | —                                         |
| 2012                                                                           | "Get By"                                                                       | 37                                                                             | 30                                                                             | 10                                                                             | —                                                                              | Down the Rabbit Hole                      |
| 2013                                                                           | "Empire"                                                                       | —                                                                              | —                                                                              | —                                                                              | —                                                                              | —                                         |
| 2014                                                                           | "Reborn"                                                                       | —                                                                              | —                                                                              | —                                                                              | —                                                                              | Paradise Lost                             |
| 2015                                                                           | "Ghost" / "Tremors"                                                            | —                                                                              | —                                                                              | —                                                                              | —                                                                              | Paradise Lost                             |
| 2015                                                                           | "Punish My Love"                                                               | —                                                                              | —                                                                              | —                                                                              | —                                                                              | Paradise Lost                             |
| 2016                                                                           | "Oscillator" / "Fun House"                                                     | —                                                                              | —                                                                              | —                                                                              | —                                                                              | Paradise Lost                             |
| 2016                                                                           | "White Flag"                                                                   | —                                                                              | —                                                                              | —                                                                              | —                                                                              | —                                         |
| 2016                                                                           | "Kill Room" / "Bar Fight"                                                      | —                                                                              | —                                                                              | —                                                                              | —                                                                              | —                                         |
| 2017                                                                           | "Kaleidoscope"                                                                 | —                                                                              | —                                                                              | —                                                                              | —                                                                              | —                                         |
| 2017                                                                           | "Gargantua"                                                                    | —                                                                              | —                                                                              | —                                                                              | —                                                                              | —                                         |
| 2017                                                                           | "Stay" (con Dirty Audio, junto a HOLLY)                                        | —                                                                              | —                                                                              | —                                                                              | —                                                                              | —                                         |
| 2017                                                                           | "Nobody But You" (junto a Jem Cooke)                                           | —                                                                              | —                                                                              | —                                                                              | —                                                                              | —                                         |
| 2018                                                                           | "I Need You"                                                                   | —                                                                              | —                                                                              | —                                                                              | —                                                                              | —                                         |
| 2018                                                                           | "Gravity"                                                                      | —                                                                              | —                                                                              | —                                                                              | —                                                                              | Only in Dreams                            |
| 2018                                                                           | "Exodus"                                                                       | —                                                                              | —                                                                              | —                                                                              | —                                                                              | Only in Dreams                            |
| 2018                                                                           | "Anarchy" (con Everyone You Know)                                              | —                                                                              | —                                                                              | —                                                                              | —                                                                              | Only in Dreams                            |
| 2019                                                                           | "Lift You Up" (con Zeds Dead)                                                  | —                                                                              | —                                                                              | —                                                                              | —                                                                              | Only in Dreams                            |
| 2019                                                                           | "Take Me Home" (junto a Jem Cooke)                                             | —                                                                              | —                                                                              | —                                                                              | —                                                                              | Only in Dreams                            |
| 2019                                                                           | "Here with Me" (junto a Modestep)                                              | —                                                                              | —                                                                              | —                                                                              | —                                                                              | —                                         |
| 2020                                                                           | "Higher Ground" (con Muzz y Cammie Robinson)                                   | —                                                                              | —                                                                              | —                                                                              | —                                                                              | —                                         |
| 2020                                                                           | "Tormento" (con Kayzo)                                                         | —                                                                              | —                                                                              | —                                                                              | —                                                                              | —                                         |
| 2021                                                                           | "Feel" (con Koven)                                                             | —                                                                              | —                                                                              | —                                                                              | 33                                                                             | —                                         |
| ''—'' denota elementos que no clasificaron o no fue lanzado en ese territorio. | ''—'' denota elementos que no clasificaron o no fue lanzado en ese territorio. | ''—'' denota elementos que no clasificaron o no fue lanzado en ese territorio. | ''—'' denota elementos que no clasificaron o no fue lanzado en ese territorio. | ''—'' denota elementos que no clasificaron o no fue lanzado en ese territorio. | ''—'' denota elementos que no clasificaron o no fue lanzado en ese territorio. | ''—'' denota que no pertenece a un álbum. |

### Sencillos promocionales
| Año  | Sencillo         | Álbum         |
| ---- | ---------------- | ------------- |
| 2016 | "City of Dreams" | Paradise Lost |
| 2016 | "Paradise Lost"  | Paradise Lost |

### Otras apariciones
| Año  | Canción  | Álbum                        | Discográfica     |
| ---- | -------- | ---------------------------- | ---------------- |
| 2009 | "Galaxy" | Acts of Mad Men              | Viper Recordings |
| 2010 | "Abort"  | The Headroom EP: Parts 3 & 4 | Viper Recordings |
| 2011 | "Minus"  | RAM 100                      | RAM Records      |
| 2015 | "Apathy" | RAMsterdam Drum & Bass 2015  | RAM Records      |

### Remixes
| Año  | Canción                                      | Artista                                       |
| ---- | -------------------------------------------- | --------------------------------------------- |
| 2011 | "Street Dancer"                              | Avicii                                        |
| 2011 | "Stay Awake"                                 | Example                                       |
| 2011 | "Hitz"                                       | Chase & Status con Tinie Tempah               |
| 2011 | "Quad Bikes"                                 | Mensah, Sukh Knight y Squarewave              |
| 2012 | "Must Be the Feeling"                        | Nero                                          |
| 2012 | "Flesh and Bone"                             | Emalkay con Rod Azlan                         |
| 2012 | "When the Rain Is Gone"                      | Adam F                                        |
| 2012 | "Iron Deer Dream"                            | Fixers                                        |
| 2012 | "Get By" (174 Mix)                           | Delta Heavy                                   |
| 2012 | "I Used to Have It All"                      | Maverick Sabre                                |
| 2012 | "RIP"                                        | Rita Ora con Tinie Tempah                     |
| 2012 | "I Love London"                              | Crystal Fighters                              |
| 2012 | "Crowd Control"                              | Excision y Downlink                           |
| 2013 | "Here to Stay"                               | Zomboy conLady Chann                          |
| 2013 | "Earthquake"                                 | DJ Fresh vs. Diplo con Dominique Young Unique |
| 2014 | "Pushing On"                                 | Oliver $ & Jimi Jules                         |
| 2015 | "Turbine VIP"                                | Delta Heavy                                   |
| 2015 | "Silverlined"                                | XYconstant                                    |
| 2015 | "Deep Down Low"                              | Valentino Khan                                |
| 2015 | "+1"                                         | Martin Solveig con Sam White                  |
| 2015 | "Punish My Love" (174 Mix)                   | Delta Heavy                                   |
| 2016 | "How Love Begins" (Delta Heavy's 2003 Remix) | DJ Fresh y High Contrast con Dizzee Rascal    |
| 2016 | "Us"                                         | Kaskade & CID                                 |
| 2016 | "White Flag" (VIP Mix)                       | Delta Heavy                                   |
| 2016 | "Punish My Love" (VIP Mix)                   | Delta Heavy                                   |
| 2017 | "S.T.A.Y." (Tributo a Delta Heavy)           | Hans Zimmer                                   |
| 2017 | "Lights Out"                                 | Zeds Dead con Atlas                           |
| 2020 | "Show Me the Light" (VIP Mix)                | Delta Heavy con Starling                      |
| 2020 | "What's Done is Done"                        | Seven Lions con HALIENE                       |

## Premios
| Año  | Organización                     | Destinatario | Categoría                        | Resultado |
| ---- | -------------------------------- | ------------ | -------------------------------- | --------- |
| 2019 | International Dance Music Awards | Delta Heavy  | Best Male Artist (Drum and Bass) | Ganador   |